# Estación de Pantin
La estación de Pantin es una estación ferroviaria francesa situada en la comuna homónima, en el departamento de Seine-Saint-Denis, al este de París. Pertenece a la línea E de la Red Exprés Regional más conocida como RER donde se configura como parte del ramal E1.  

## Historia
Fue inaugurada en 1864 como parte de la línea París - Estrasburgo. Como tal fue explotada por diferentes compañías privadas hasta que en 1938 recaló en manos de la SNCF, regresando así a manos públicas.  
El 12 de julio de 1999, fue integrada en la línea E del RER.  

## Descripción

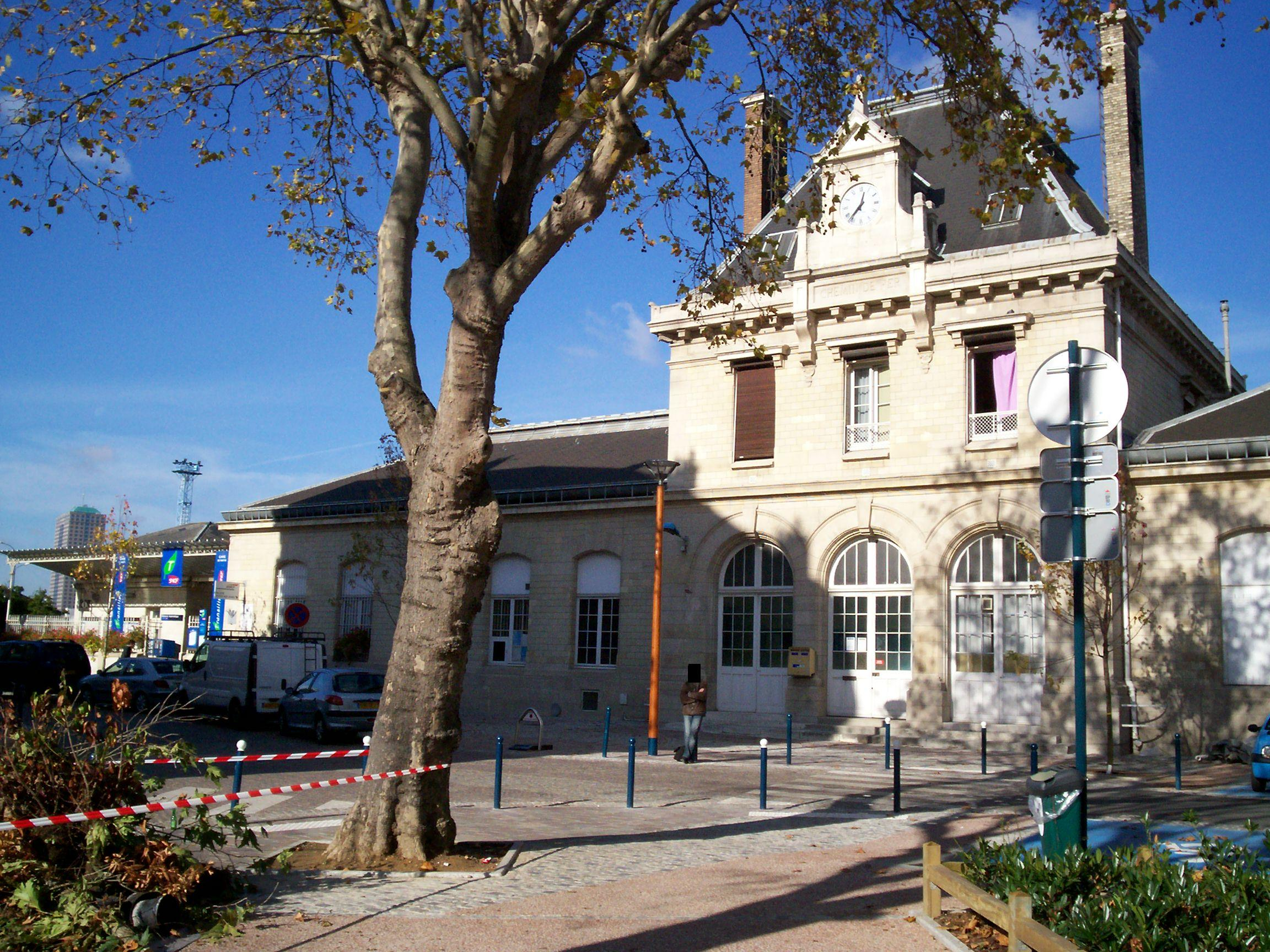
El edificio de la estación visto desde la plaza Salvador Allende.

La estación se encuentra a escasos 4 kilómetros al este de París. 
Dispone de tres andenes centrales y de seis vías. Su edificio principal, compuesto por dos plantas, es flanqueado por dos alas laterales. La estación no fue ampliada con la llegada del RER y el continuo aumento de tráfico que ha ido sufriendo la han convertido en una de las más saturadas de la red. Se prevé poner en marcha actuaciones en el año 2013 de cara a aliviar dicha situación.